# Alexander von Koller
Alexander Freiherr von Koller (* 3. Juni 1813 in Prag; † 29. Mai 1890 in Baden bei Wien) war k.u.k. Offizier, zuletzt General der Kavallerie.

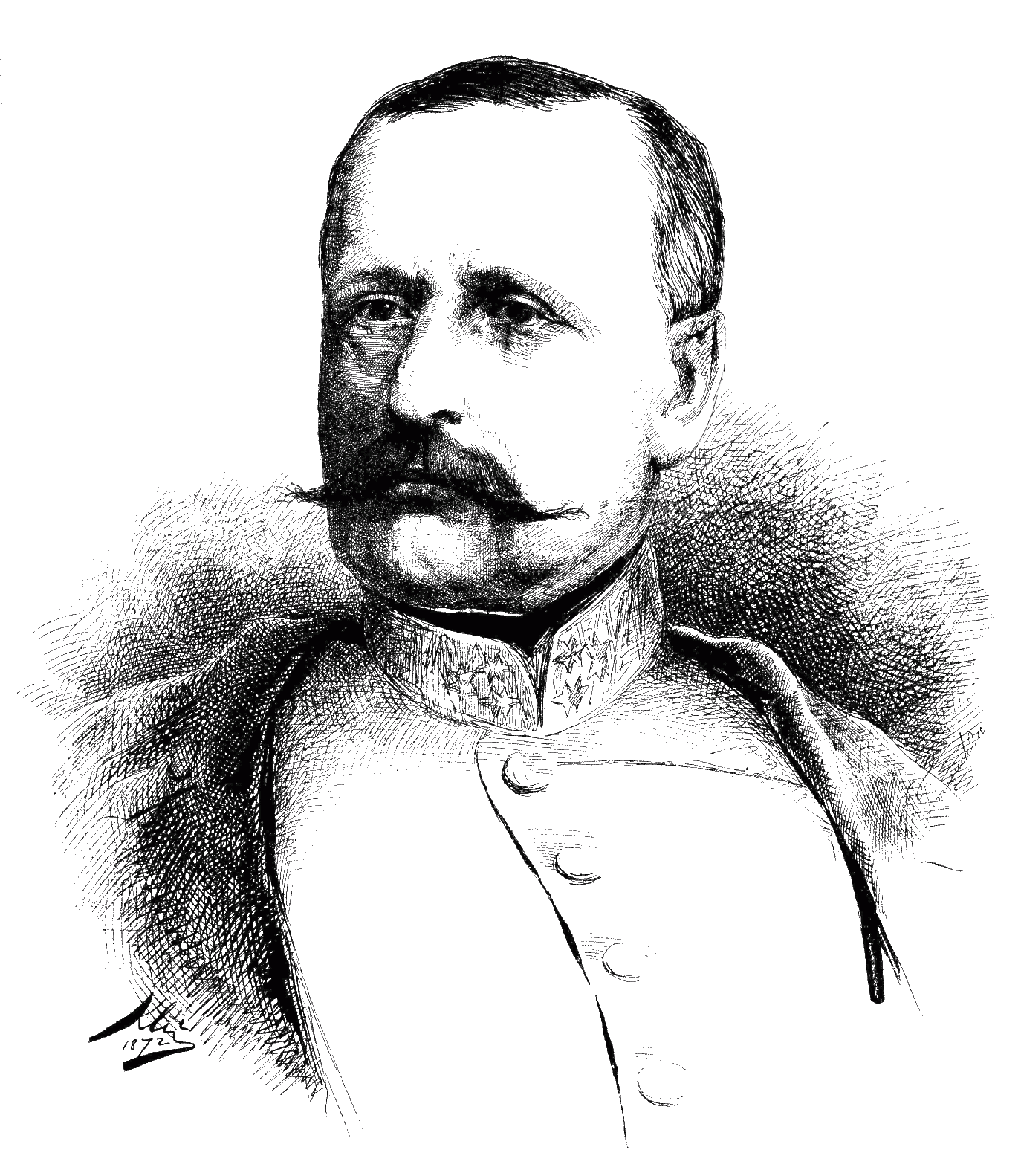
Alexander Freiherr von Koller
von Karel Klíč (Der Floh, 1872)

## Familie
Alexander war der Sohn von Franz Freiherr von Koller, k.u.k. Feldmarschallleutnant und Träger des Maria-Theresia-Ordens und Johanna, einer geborenen von Gränzenstein. Sein Vater hatte 1809 den erblichen Freiherrenstand erlangt (siehe auch Koller (österreichische Adelsgeschlechter)). 1846 heiratete Alexander Auguste Raymann und hatte mit ihr die Söhne Alexander und August und die Tochter Johanna.

## Leben
Seine militärische Laufbahn führte Alexander über verschiedene Husarenregimenter, in denen er immer verantwortungsvollere Posten einnahm. 1848 befand er sich als Ordonnanzoffizier in den Italienischen Unabhängigkeitskriegen bei der Schlacht von Sommacompagna, dem Gefecht bei Salizone und der Schlacht von Custozza. 1849 zeichnete er sich bei den Gefechten bei Borgo San Siro und Gambolò aus. Im Feldzug von 1859 wurde er für seine Verdienste mit dem Ritterkreuz des Leopold-Ordens ausgezeichnet, 1866 erhielt er den Orden der Eisernen Krone II. Klasse. 1866 erfolgte seine Beförderung zum Feldmarschallleutnant und er übernahm das k.u.k. Dragonerregiment „Nikolaus I. Kaiser von Rußland“ Nr. 5 und wurde 1868 Leiter der Statthalterei in Prag. Für seine Verdienste erhielt er den Orden der Eisernen Krone I. Klasse und wurde zum Wirklich Geheimen Rat ernannt. Über das Amt des Militärkommandanten von Pressburg wurde Alexander 1871 als Statthalter und kommandierender General nach Böhmen berufen. Es gelang ihm als kommandierender General und k.k.Statthalter von Prag aus die böhmischen Landtagswahlen 1872 zugunsten der sog. „Verfassungstreuen“ nachhaltig so zu beeinflussen, dass trotz slavischer (tschechischer) Majorität der Bevölkerung Böhmens in der Landesvertretung die deutsch-österreichische Majorität gesichert wurde. General Kollers in dieser Hinsicht erfolgreiche Maßnahmen, die auch vor Korruption und offener Gewalt nicht zurückschreckten, verschärften im Ergebnis die Spannungen zwischen den Nationalitäten. Seine die Grundsätze der konstitutionellen Verfassung Böhmens nichtbeachtende Vorgehensweise wurde in Wien belohnt. Dort wurde er mit dem Großkreuz des Leopoldsordens ausgezeichnet. 1873 wurde er zum General der Kavallerie befördert und trat 1874 das Amt des Reichskriegsministers an. 1876 wurde er in den Ruhestand versetzt und noch mit dem Großkreuz des Stefans-Ordens ausgezeichnet. Zu den weiteren Ehrungen zählte die lebenslange Mitgliedschaft im Herrenhaus und die Ernennung zum Hauptmann der ersten Arcièren-Leibgarde. Die Ehrenbürgerwürde wurde ihm von mehreren böhmischen Ortschaften angetragen.
Laut örtlicher Pressemitteilung vom 29. Mai 1890 war, nach langer und schwerer Krankheit, im Befinden von Baron Koller „eine wesentliche Besserung eingetret“en – in der nächstfolgenden Ausgabe des Lokalblattes, am 31. Mai 1890, musste vom Ableben Kollers sowie von dem in Baden bevorstehenden Begräbnis, an dem sogar Kaiser Franz Joseph I. teilnähme, berichtet werden.